# Lantian-Mensch
Der Lantian-Mensch (Homo erectus lantianensis) (chin. Lántián yuánrén 蓝田猿人), auch als „Aufgerichteter Lantian-Mensch“ (chin. Lántián zhílìrén 蓝田直立人), „Lantian-Mensch“ (chin. Lántián rén 蓝田人) bezeichnet, wurde zunächst Sinanthropus lantianensis (chin. Lántián Zhōngguó yuánrén 蓝田中国猿人) benannt, später aber Homo erectus zugeordnet.
In den Jahren 1963 und 1964 wurden in den Dörfern Chenjiawo (陈家窝; Chenjiawo-Stätte) und Gongwangling (公王岭; Gongwangling-Stätte) im Kreis Lantian, Provinz Shaanxi, China, eine fossile Schädeldecke, Ober- und Unterkiefer und drei Zähne eines Vormenschen zusammen mit Steingerät und Tierfossilien entdeckt.
Zum Lantian-Menschen gibt es mehrere, stark voneinander abweichende Datierungen. Nach einer paläomagnetischen Datierung soll er 650.000 bis 500.000 Jahre alt sein, eine biostratigrafische Datierung legte hingegen nur 300.000 Jahre nahe.
Aus den Merkmalen geht hervor, dass der Lantian-Mensch im Vergleich zum Peking-Menschen (Homo erectus pekinensis; chin. Běijīng yuánrén) und Java-Menschen (chin. Zhǎowārén) ursprünglichere Merkmale aufwies.
Die Gongwangling-Stätte und die Chenjiawo-Stätte stehen seit 1982 auf der Liste der Denkmäler der Volksrepublik China (2-47).
Koordinaten: 34° 11′ 0,7″ N, 109° 29′ 38,9″ O